# Commodore International
Commodore (повна назва Commodore International) — компанія, яка розташовувалася в Західному Честері (штат Пенсільванія) та протягом довгого часу була помітним гравцем на ринку персональних комп'ютерів (починаючи з 1980 року). Також часто згадується під назвою свого R&D-підрозділу: CBM (Commodore Business Machines). Commodore виробляли і продавали персональні комп'ютери Commodore і Amiga, що користувалися попитом у всьому світі.
Компанія оголосила про банкрутство у 1994 році. Була куплена компанією Escom, яка також оголосила про банкрутство. У 2005 році бренд Commodore був переданий компанії, що об'єднала Yeahronimo Media Ventures Inc., SATXS Communications BV і Tulip Computers.